# Retablo del gremio de los carpinteros
El retablo del gremio de los carpinteros es un retablo c.1511 de Quinten Massijs, realizado para el gremio del mismo nombre a raíz de su separación del Gremio de toneleros en 1497. Ahora se encuentra en el Museo Real de Bellas Artes, Amberes. A veces también se lo conoce como el Retablo de la Pasión o el Retablo del Martirio por las escenas de martirio de Juan el Bautista y Juan el Evangelista en los paneles laterales. Ambos santos aparecen también en el exterior de los paneles laterales. El panel central muestra la Lamentación sobre el Cristo muerto. 
El nuevo gremio éncargó la obra por primera vez a Peterceels y Van Kessel, dos talladores activos en Lovaina, pero este y otro encargo para un escultor en Amberes en 1503 fracasaron. En 1508, la comisión fue transferida a Massijs, quien ya había producido un retablo ahora perdido que muestra el Descenso de la Cruz para el Gremio de toneleros El contrato entre el gremio y Massijis aún se puede ver, estipulando un pago de 300 florines. para el artista.
El retablo sobrevivió a un gran incendio en la iglesia diecinueve años después de su instalación, así como a una ola de iconoclasia en 1566. Tanto Felipe II de España como Isabel I de Inglaterra intentaron comprar la obra, pero Maerten de Vos logró convencer al ayuntamiento de que comprara la obra para evitar que fuese llevada al extranjero. Se mostró brevemente en el ayuntamiento de la ciudad antes de colocarse en el altar Besnijdeniskapel de la catedral de Amberes en 1590: la capilla fue utilizada por los magistrados de la ciudad. Durante la Revolución Francesa, el pintor de Amberes Willem Herreyns impidió que la obra fuera subastada públicamente y llevada a París por las tropas de ocupación francesas. En 1798 fue trasladado a la École Centrale des Deux Nèthes. En ese momento la pintura, su base de mármol y dos cubiertas de cobre fueron valoradas en 600 florines por el comisionado francés. Finalmente terminó en su ubicación actual